# Maria Irene Baggio
Maria Irene Baggio (Bom Jesus, 1940) é uma geneticista brasileira, uma das pioneiras da citogenética no Brasil.
Em sua carreira, destaca-se seu trabalho sobre biotecnologia e engenharia cromossômica, considerados referência no Brasil.

## Biografia
Maria Irene nasceu na cidade gaúcha de Bom Jesus, em 1940. Em 1963, formou-se no curso de História Natural pela Universidade Federal do Rio Grande do Sul (UFRGS). Nessa mesma época, foi convidada a trabalhar no recém-inaugurado Departamento de Genética da universidade, onde Laboratório de Citogenética Vegetal realizando pesquisas sobre Pastagens Nativas, assunto que foi tema de seu doutorado em 1971, sob a orientação do precursor e pioneiro na pesquisa genética no Brasil, Francisco Mauro Salzano.
Atuou nos cursos de pós-graduação em Genética e Agronomia, onde foi organizadora e participante de diversos projetos da instituição. Por seu trabalho com citogenética e adaptação do sistema genético do trigo aos estresses da agricultura, foi convidada para ingressar na recém-criada Embrapa Trigo, em 1975, onde liderou projetos e equipes com a orientação e/ou colaboração de consultores da América e Europa.
Os trabalhos feitos nos laboratórios de Citogenética, Cultura de Tecidos e Biologia Molecular são ainda hoje referências no país. Foi precursora da engenharia cromossômica e cultura in vitro de embriões híbridos no Brasil. Introduziu no país a cultura de anteras in vitro, para a obtenção de plantas haploides, derivadas apenas do pólen, ou seja, com a metade do patrimônio genético. Com seu pioneirismo, foram introduzidos no mercado cinco cultivos novos de trigo, mais dez de cevada, sendo que a primeira foi nomeada BRS Mirene em sua homenagem.
Maria Irene continuou até 2001 na UFRGS como professora e coordenadora do programa de Pós-Graduação em Genética e como pesquisadora na Embrapa. Aposentada, ainda continuou sua carreira científica na Universidade de Passo Fundo, até 2009, trabalhando com citogenética de aveia, batata e alcachofra, orientando e formando novos especialistas.
Maria Irene hoje está aposentada, convivendo com filhos e netos. Recebeu o Prêmio "Futuro da Terra", em 2011. Em 2019, recebeu o título de Pesquisadora Emérita do Conselho Nacional de Desenvolvimento Científico e Tecnológico (CNPq).